# Piotr Uklański
Piotr Uklański (Warschau, 1968) is een Pools beeldend kunstenaar. Hij werkt op verschillend artistiek gebied en woont en werkt in de stad New York.

## Biografie

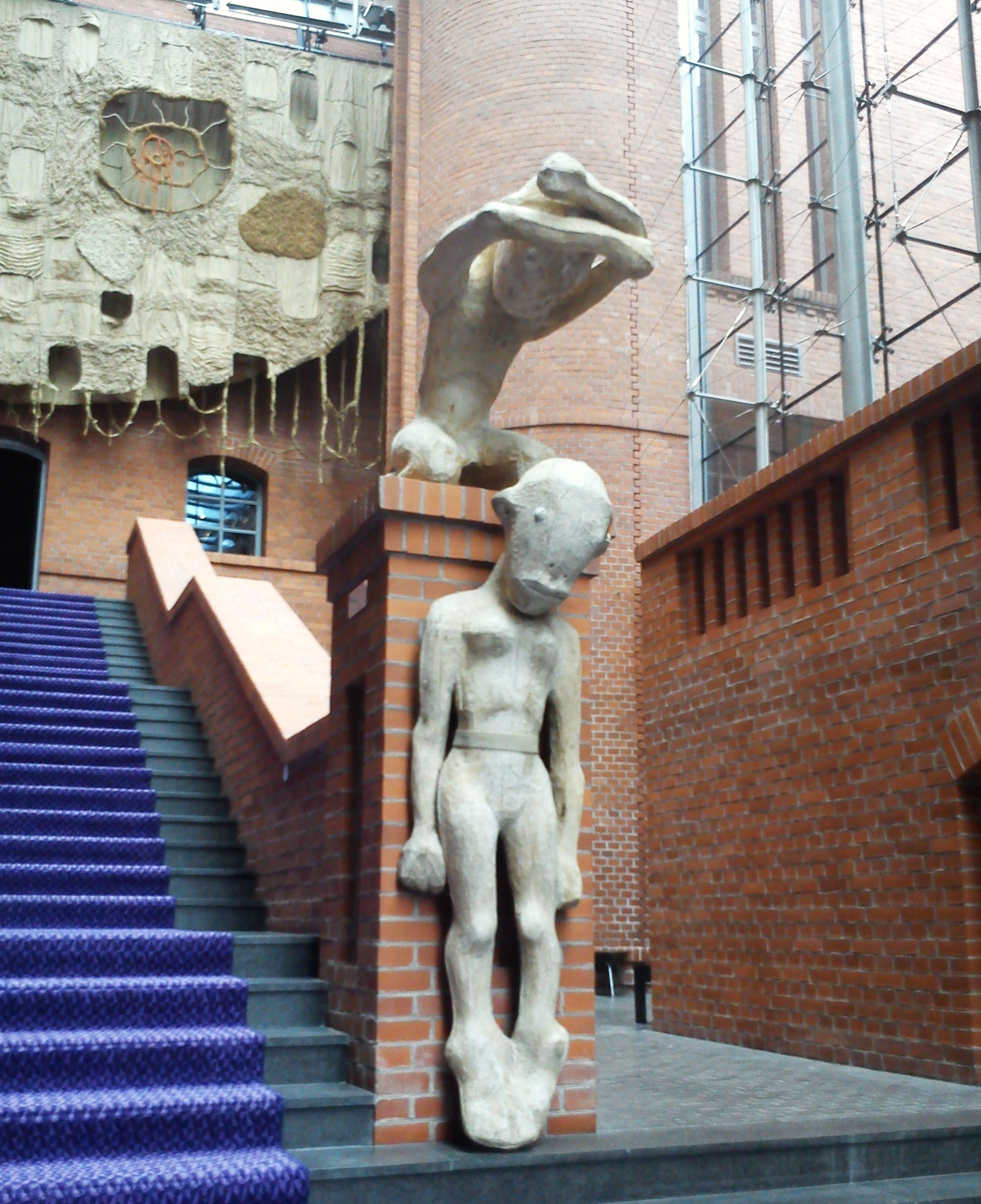
De ingang van het hotel Blow Up Hall ^{50 50} met bovenaan een wandtapijt van Uklański. Onderaan staat een beeldhouwwerk van Sylwester Ambroziak.

Uklański studeerde aan de Academie van Schone Kunsten in Warschau. Hij werkt op verschillend artistiek gebied, waaronder in de fotografie, videokunst, filmkunst, schilderkunst, installatie en performance. Het materiaal voor zijn werk haalt hij vaak uit de minder gewaardeerde popcultuur en zet hij om naar een kunstwerk waarvoor in bepaalde gevallen veel geld op veilingen wordt betaald.
Zijn werk kenmerkt zich door kritiek, ironie, stereotypering van visuele clichés en populaire cultuur.  Kunstcritica Roberta Smith van The New York Times typeerde het ook wel als "zwarte humor, oprechtheid en cynisme."
In november 2000 hield Uklański de controversiële tentoonstelling The Nazis in de galerij Zachęta in Warschau die bestond uit een collectie van 164 kleurenfoto's van bekende Poolse acteurs in hun filmrol als nazi. Dit werk leidde tot woede omdat hij slechte nazi's had afgebeeld als knappe, elegante mannen, en eindigde in tumult toen verschillende van zijn werken werden vernield en de tentoonstelling moest worden afgebroken.
In 2006 was Uklański betrokken bij de film Summer Love, waarvan hij de regie, het script en de productie op zich nam.
In 2000 maakte hij het fotokunstwerk Skull (Schedel) dat bestaat uit een samenvoeging van een aantal naaktfoto's van hemzelf op een zodanige manier, dat er een afbeelding van een schedel lijkt te zijn ontstaan. De foto is geïnspireerd op de foto die de Let Philippe Halsman in 1944 maakte van de Spaanse kunstenaar Salvador Dali. De foto werd op een veilig verkocht voor een bedrag van 228.000 dollar. Een andere werk van Uklański, Untitled (NIAMH), werd in 2008 verkocht voor 104,500 dollar. Het kunstwerk bestond uit potloodslijpsels in geverfd hout met een omlijsting van plexiglas.